# غوربان
غوربان (بالفارسية: گورپان) هي قرية تقع في قسم زرق‌آباد الريفي (مقاطعة إسفراين) في إيران. يقدر عدد سكانها بـ 109 نسمة بحسب إحصاء 2016.